# Dammkullen
Dammkullen är en bebyggelse nordväst om Bollebygd i Bollebygds kommun. 2015 avgränsade SCB här en småort.
2018 räknades bebyggelsen som en del av tätorten Fjällastorp.